# Коды (Тверская область)
Коды — опустевшая деревня в Спировском районе Тверской области.

## География
Находится в центральной части Тверской области на расстоянии приблизительно 34 км на северо-восток по прямой от районного центра поселка Спирово.

## История
Деревня была отмечена ещё на карте 1825 года. В 1859 году здесь (деревня Вышневолоцкого уезда) было учтено 9 дворов. До 2021 года входила в состав Козловского сельского поселения Спировского района до его упразднения.

## Население
Численность населения: 123 человека (1859 год), 12 (карелы 59 %, русские 33 %) в 2002 году, 0 в 2010.